# سفارة أذربيجان في إندونيسيا
سفارة أذربيجان في إندونيسيا هي أرفع تمثيل دبلوماسي لدولة أذربيجان لدى إندونيسيا. تقع السفارة في وهي تهدف لتعزيز المصالح الأذربيجانية في إندونيسيا.

## وصلات خارجية
- قائمة سفارات أذربيجان
- قائمة السفارات في إندونيسيا